# Acid etidronic
Acidul etidronic, utilizat și sub formă de etidronat, este un medicament din clasa bisfosfonaților, fiind utilizat în tratamentul osteoporozei și al bolii Paget. Căile de administrare disponibile sunt intravenoasă și orală.
Substanța a fost patentată în 1966 și aprobată pentru uz medical în anul 1977.